# Eulocastra melaena
Eulocastra melaena är en fjärilsart som beskrevs av George Francis Hampson 1899. Eulocastra melaena ingår i släktet Eulocastra och familjen nattflyn. Inga underarter finns listade i Catalogue of Life.